# Fuerza Común
Fuerza Común (FC) fue un movimiento y partido político chileno en formación fundado en febrero de 2020 que, tras no lograr inscribirse como partido político en el Servel, en octubre de 2020 comenzó a funcionar como movimiento político. En septiembre de 2022 anuncian su integración al partido político Convergencia Social.

## Historia
Encuentra su origen en el estallido social de 2019, frente al cual manifiesta su intención de «construir el movimiento que se ponga al servicio del Chile que despertó». Su líder y presidente es el abogado constitucionalista y exmiembro del Partido Socialista, Fernando Atria.
El partido fue constituido el 11 de febrero de 2020 y presentado públicamente tres días después. El 28 de febrero inició su proceso de constitución ante el Servicio Electoral de Chile (Servel). El 16 de agosto de 2020, luego de un proceso de deliberación interna, el movimiento se integró a la coalición de izquierda Frente Amplio, de cara a las elecciones de 2021.
El 1 de octubre de 2020, el Servicio Electoral resolvió declarar caducado el derecho a inscripción en el Registro de Partidos Políticos de Fuerza Común, visto que no dio cumplimiento al requisito de reunir la cantidad mínima de afiliaciones dentro del plazo legal. Ante esta situación, el partido hizo un llamado a encontrar un momento oportuno para volver a constituirse como partido político, ya que, según ellos, la situación sanitaria del país dificultó el proceso de firmas necesarias para constituirse.
El 28 de marzo de 2021, el movimiento anunció su apoyo a la candidatura de Gabriel Boric, luego de imponerse esta propuesta en un plebiscito interno, en el que también se evaluó apoyar al candidato de Unir, Marcelo Díaz.
El líder del movimiento, Fernando Atria, fue electo en las elecciones de convencionales constituyentes de 2021 por el distrito n°10, como candidato independiente en la coalición Apruebo Dignidad.
En febrero de 2022, el mandatario electo Gabriel Boric anunció su gabinete, en el cual designó a Valeska Naranjo, militante de Fuerza Común, como Subsecretaria General de Gobierno.
El 24 de septiembre de 2022, a través de un comunicado se informó que el movimiento político Fuerza Común pasa a integrar el partido Convergencia Social.

## Estructura directiva
El organigrama del partido se encuentra liderado por un presidente, una vicepresidencia, una secretaría general y consejerías, las cuales conforman el Consejo Directivo.
- Presidente: Fernando Atria
- Vicepresidente: Cristian Moreno
- Secretaria General: Valeria Altamirano
- Consejeros: Ivette Martínez, Luis Felipe Contreras, Manuel Antonio Garretón, Valeska Naranjo, Juan Pablo Correa, José Luis Cortes, Sofía Abuhabda, Jorge Ortiz.

## Autoridades

### Concejales
| Concejal                | Región     | Comuna                                             |
| ----------------------- | ---------- | -------------------------------------------------- |
| Daniel Muñoz Navarro    | Valparaíso | Papudo (Electo como independiente por cupo COM)    |
| Álex Santander Carrasco | Valparaíso | Casablanca (Electo como independiente por cupo CS) |